# نورمان دبليو. ووكر
نورمان دبليو. ووكر (بالإنجليزية: Norman W. Walker)‏ هو اخصائي تغذية أمريكي، ولد في 4 يناير 1886 في جنوة في إيطاليا، وتوفي في 6 يونيو 1985 في كوتنوود في الولايات المتحدة.